# جزيرة جوبانغ
جزيرة جوبانغ وهي جزيرة من جزر إندونيسيا، وتقع في إقليم كالمنتان الشرقية.